# Тигр (река)
Тигр (авест. 𐬀𐬎𐬭𐬎𐬎𐬀𐬥𐬙, auruuant; арам. ܕܝܓܠܐܬ, diglaṯ; аккад. 𒀀𒇉𒈦𒄘𒃼, idiqlat; арм. Տիգրիս/Դգլաթ, Tigris/Dglatʿ; др.-евр. חדקל‬, ḥiddéqel; др.-греч. Τῐ́γρης, Tígrēs; перс. دجله‎, dejle; сир. ܕܩܠܬ, deqlaṯ; курд. Dîcle; шум. 𒀀𒇉𒈦𒄘𒃼, idigna/idigina; эламск. 𒋾𒅅𒊏, ti-ig-ra; араб. دجلة‎, Диджла; тур. Dicle, Диджле) — крупная река Месопотамии и Ближнего Востока. Левая и самая полноводная составляющая реки Шатт-эль-Араб. Второй составляющей является Евфрат. При естественных условиях средний расход воды на гидрологическом посту Эль-Кут составлял 1014 м³/с. Высота истока — 1248 м над уровнем моря. Высота устья — 4 м над уровнем моря.

## Этимология
Древнегреческие названия реки Τίγρης, Τίγρις были заимствованы из древнеперсидского tigrā, которое, в свою очередь, заимствовано от эламского ti-ig-ra, от шумерского idigna.
Оригинальное шумерское название Idigna или Idigina, вероятно, произошло от *id (i)gina «бегущая вода», и, возможно, интерпретировалось как «быстрая река», в противоположность своему соседу, Евфрату, который, благодаря большему количеству переносимого ила, имел медленное течение. Шумерская форма была заимствована в аккадском как Idiqlat, и оттуда перекочевала в другие семитские языки (сирийский Deqlaṯ, арабский Dijla‎). Хурритское название реки — Aranzah.
Другое название реки Тигр, Arvand Rud, использовавшееся в среднеперсидском, буквально означало «быстрая река».

## География
Длина Тигра — около 1900 км. Площадь бассейна составляет 375 тысяч км², при этом почти половина его территории (≈175 тысяч км²) расположена в Ираке. Исток находится в Восточном Тавре (восток Турции). Река пересекает плато Джезире и значительную часть Месопотамской низменности. Недалеко от Басры, у города Эль-Курна (юго-восток Ирака), воды Тигра и Евфрата сливаются и под общим названием Шатт-эль-Араб впадают в Персидский залив. В целом территория бассейна реки Тигр отличается большим разнообразием природных ландшафтов.
Согласно записям Плиния и других древних историков, Евфрат первоначально имел выход в море отдельно от Тигра.
На берегу Тигра расположен Багдад, столица Ирака. На обеих сторонах Шатт-эль-Араб находится портовый город Басра. В древние времена на берегах Тигра располагалось множество крупных городов, использовавших его воды для орошения полей. Среди них известны Ниневия, Ктесифон и Селевкия. Город Лагаш, снабжался водой Тигра посредством канала, выкопанного около 2400 г. до н. э.

## Гидрология
Большая часть питания реки обеспечивается за счёт осадков и талых вод, которые поступают в Тигр через многочисленные притоки с высокогорий Восточной Анатолии и Загроса. В верховьях на территории Турции среднегодовая величина осадков меняется от 1000 мм до 300 мм, но по мере продвижения на юг и пересечения границы Ирака, эта величина постоянно сокращается, достигая 100 мм и меньше в низовьях. Основной объём осадков выпадает зимой. Максимальный уровень воды наблюдается весной, с апреля по май. Среднегодовой сток Тигра в 2009 году, по сведениям министерства водных ресурсов Ирака, составил 49,48 км³. 75 % от годового стока приходится на период с февраля по июнь.
Крупнейшие притоки — Большой и Малый Заб, Дияла, Керхе, Эль-Узайм.

### Административно-территориальная принадлежность
На протяжении 407 км от истока протекает по территории Турции, следующие 42 км — по границе Сирии и Турции, затем 5 км по границе Сирии с Ираком, оставшиеся 1418 км течения находятся в пределах Ирака.
В Турции река течёт по территории следующих илей: Элязыг, Диярбакыр, Батман, Сиирт, Мардин и Ширнак. На территории Сирии по Тигру проходит граница нахии Эль-Маликия (район Эль-Маликия мухафазы Эль-Хасака) с Турцией (на северо-востоке и востоке) и Ираком (на востоке). В Ираке Тигр течёт по территории следующих мухафаз: Дахук, Найнава, Эрбиль, Киркук, Салах-эд-Дин, Багдад, Дияла, Бабиль, Васит, Майсан и Басра.

### Верхнее течение
Река берёт начало на высоте 1250 м, вытекая из горного озера Хазар (Хазар-Гёль, Гёльджюк) в Армянском Тавре на территории района Маден, (входящего в состав иля Элязыг Турции), именуясь Диджле. От истока течёт на юго-восток по Маденскому ущелью, меняя название на Маден после пересечения одноименного города, затем поворачивает на восток и впадает в водохранилище Кралкизи, из которого вытекает под именем Тигр юго-западнее города Диджле, примерно в 30 км от верховьев Евфрата. Далее до населённого пункта Касан течёт преимущественно на юго-восток. Сразу после слияния с притоком Дибни (немного восточнее Касана) Тигр перегораживает плотина ГЭС Диджле, от неё до Диярбакыра основным направлением течения является юг. Севернее города Диярбакыр Тигр вступает на Диярбакырскую равнину, которая представляет собой обширную межгорную впадину, ограниченную на западе горами Караджалы-Даг, а на востоке отрогами Восточного Тавра. После впадения Батмана течение Тигра снова оказывается в горах и проходит по дну ущелий, формируя множество порогов и стремнин. Далее, преодолев Мидиатские горы и отроги гор Джун-Даг, Тигр достигает плато Эль-Джезире в Северной Месопатамии.

## Навигация
С давних времён Тигр служит важной транспортной артерией в регионе, преимущественно покрытом пустынями. Суда с небольшой осадкой могут проходить до Багдада, но для транспортировки вверх по течению до Мосула необходимы плоты.
Генерал Фрэнсис Чесней буксировал два парохода по суше через Сирию в 1836 году для изучения возможности сухопутного и речного пути в Индию, и доказал, что река пригодна для судоходства. В 1861 году торговой компанией Lynch Brothers была основана пароходная компания «Euphrates and Tigris Steam Navigation Company». К 1908 году компания имела в распоряжении десять пароходов. Пароходные яхты активно использовались для путешествий вглубь страны к Уру и Ктесифону в эпоху археологического туризма.
После Первой мировой войны использование реки значительно сократилось в связи с завершением строительства железной дороги Басра — Багдад — Мосул, взявшей на себя значительную часть грузовых перевозок.

## Регулирование и качество воды
Для обеспечения водой засушливых и полупустынных районов, лежащих вблизи речной долины, в Ираке и Турции на Тигре имеется множество плотин. Они являются результатом продолжающегося до сих пор полномасштабного преобразования речной системы Тигра и Евфрата, которое началось в XX веке, получив наибольшее развитие со второй половины XX века, будучи обусловлено экономическим ростом после окончания Второй мировой войны и увеличением потребности в водных ресурсах для энерго — и водоснабжения. В то же время продолжающееся создание каскада крупных плотин служит причиной возникновения множества трансграничных конфликтов, устранение которых во многом зависит от разработки методов решения проблем интегрированного управления водными ресурсами.

### Ирак
Строительство плотин в Ираке кроме всего прочего имеет важное значение для предотвращения наводнений, к которым Тигр исторически склонен в связи с таянием снега на склонах турецких гор в апреле. До широкомасштабного строительства плотин среднегодовой сток реки Тигр в Багдаде колебался от 49,2 до 52,6 км³, а к 2025 году, согласно прогнозам министерства водных ресурсов Ирака, сократится до 19,6 км³.
Плотина Мосульской ГЭС (строилась с 1980 по 1986 год, мощность 1052 МВт) является самой крупной в Ираке. Примерно в 20 км юго-восточнее от неё находится недостроенная ГЭС Бадуш, которая предназначалась для регулирования нестабильного водосброса вышерасположенной Мосульской ГЭС. Её строительство, начавшееся в 1990-х и прерванное в 2003 году из-за вторжения коалиционных сил в Ирак, до сих пор остаётся актуальной задачей, так как существуют опасения по поводу стабильности Мосульской плотины.
- Карта с расположением построенных и запланированных плотин на Тигре в пределах Ирака
- Плотина ГЭС Самарра
- Плотина Мосульской ГЭС
- Плотина Эль-Кут

### Турция
Большая часть площади бассейна Тигра приходится на территорию Ирака, но так как приток воды в основном обеспечивается верховьями, то Турция находится в наиболее выгодном положении среди других стран, включающих территорию бассейна.
В пределах территории Турции на Тигре расположены следующие ГЭС: Кралкизи (строилась с 1985 по 1997 год, мощность 94 МВт), Диджле (строилась с 1986 по 1997 год, мощность 110 МВт), Илису (строительство заканчивается, мощность 1200 МВт), Джизре (в стадии планирования, мощность 240 МВт).
- Карта с расположением построенных и запланированных плотин на Тигре в пределах Турции
- Плотина ГЭС Кралкизи
- Плотина ГЭС Диджле

Исследовательские работы по развитию ирригации и гидроэнергетики на юго-востоке Турции, начатые ещё в 1960-е годы, постепенно привели к созданию масштабного проекта, направленного на стимулирование социально-экономического развития Юго-Восточной Анатолии, а также утверждению в 1989 году генерального плана развития данного региона. Всего в рамках проекта GAP (тур. Güneydoğu Anadolu Projesi), на реках Тигр и Евфрат запланировано возведение 22 плотин, 19 ГЭС, а также комплекса дренажных и ирригационных сетей.
Последствия строительства плотин в Турции являются предметом некоторых споров из-за потенциального воздействия на окружающую среду, археологические памятники и уменьшения потока воды вниз по течению.

## Религия и мифология
Тигр дважды упоминается в Библии. В Книге Бытия Тигр является третьим из четырёх рек ответвлений реки Эдема. Даниил получил одно из своих видений, «когда был на великой реке Тигрис».
В шумерской мифологии Тигр был создан богом Эа (Энки), который наполнил реки проточной водой.